# Ямное (Белгородская область)
Ямное — село в Яковлевском районе Белгородской области России.
Входит в состав Бутовского сельского поселения.

## История
Ревизия (перепись населения) 1858 года насчитала в деревне Ямная Грайворонского уезда 114 душ мужского пола. По состоянию на 1884 год в деревне Ямная Грайворонского уезда Бутовской волости имелось 54 двора (51 изба) и 360 жителей (192 муж., 168 жен.); в деревне находилось промышленное заведение и кабак.

## География
Село расположено северо-западнее села Высокое. Рядом проходит автодорога 14К-6 и находится урочище Рассадник.
Через село проходит просёлочная дорога; имеется одна улица: Луговая.

## Население
| 2002 | 2010 |
| ---- | ---- |
| 47   | ↘25  |